# Аль-Файяд, Фалих
Фалих аль-Файяд (родился 1 февраля 1956) — иракский политик, бывший глава и советник Совета национальной безопасности, председатель Сил народной мобилизации и основатель движения «Атаа».

## Биография
Родился 1 февраля 1956 года в Багдаде. В 1977 году получил степень бакалавра по специальности «электротехника» в Мосульском университете. Является председателем Сил народной мобилизации, а также основателем движения «Атаа». Кроме того, занимал должность советника в Совете национальной безопасности в правительстве Ирака.

## Должности
- Председатель Сил народной мобилизации[14][15][16].
- Глава и советник Совета национальной безопасности[17][18].
- Основатель и лидер движения «Атаа»[19][20][21][22][23][24][25].

## Отношения с официальными лицами США
В 2011 году Фалих аль-Файяд был гостем в Белом доме во время президентства Барака Обамы, а также встречался с министром обороны США Марком Эспером в Вашингтоне 2 октября 2019 года.
31 декабря 2019 года государственный секретарь США Майк Помпео назвал Фалиха аль-Файяда, наряду с Абу Махди аль-Мухандисом, Каисом Хазали и Хади аль-Амири, ответственными за нападение на посольство США в Багдаде. 